# غريندي بيروزو رينكون
غريندي بيروزو رينكون (بالإسبانية: Grenddy Perozo) (28 فبراير 1986 بماراكايبو في فنزويلا - ) هو لاعب كرة قدم فنزويلي في مركز الدفاع. شارك مع منتخب فنزويلا لكرة القدم. أما مع النوادي، فقد لعب مع أتليتيكو كلوب دي برتغال وأوليمبو وديبورتيفو تاشيرا ونادي أجاكسيو وDeportivo Anzoátegui S.C. ‏ وTrujillanos F.C. ‏ وZulia F.C. ‏ وBoyacá Chicó F.C. ‏.

## وصلات خارجية
- غريندي بيروزو رينكون على موقع الاتحاد الدولي (مؤرشف)  (الإنجليزية)
- غريندي بيروزو رينكون على موقع قاعدة بيانات كرة القدم.إي يو (الإنجليزية)
- غريندي بيروزو رينكون على موقع ناشيونال فوتبول تيمز (الإنجليزية)
- غريندي بيروزو رينكون على موقع Soccerway.com (الإنجليزية)
- غريندي بيروزو رينكون على موقع عالم كرة القدم.نت (الإنجليزية)
- غريندي بيروزو رينكون على موقع AS.com (الإسبانية)